# Europäische Hopfenbuche
Die Europäische Hopfenbuche (Ostrya carpinifolia), auch Gemeine Hopfenbuche genannt, ist eine Pflanzenart aus der Gattung der Hopfenbuchen (Ostrya) innerhalb der Familie der Birkengewächse (Betulaceae).

## Beschreibung

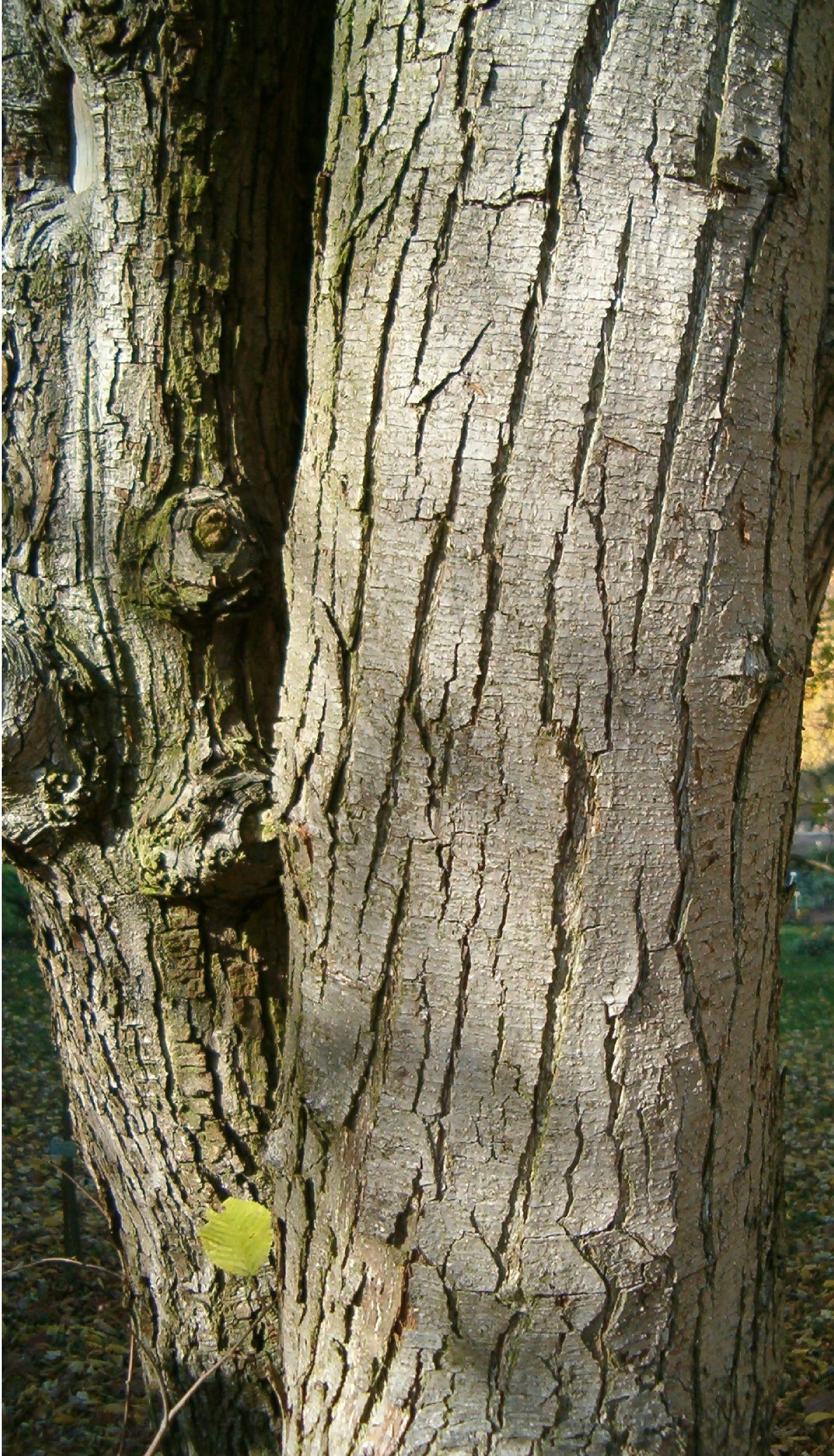
Borke

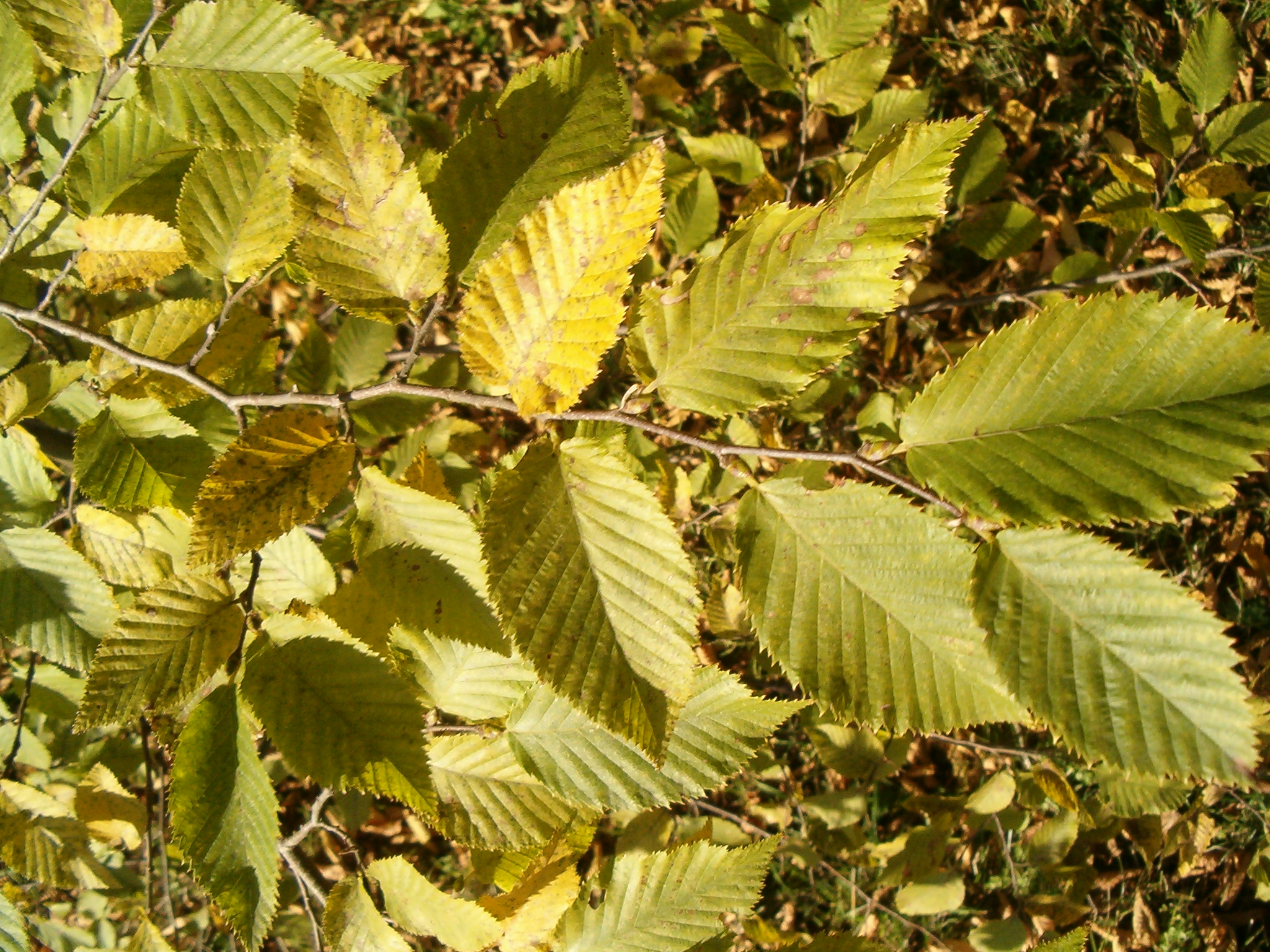
Laubblätter im Herbst

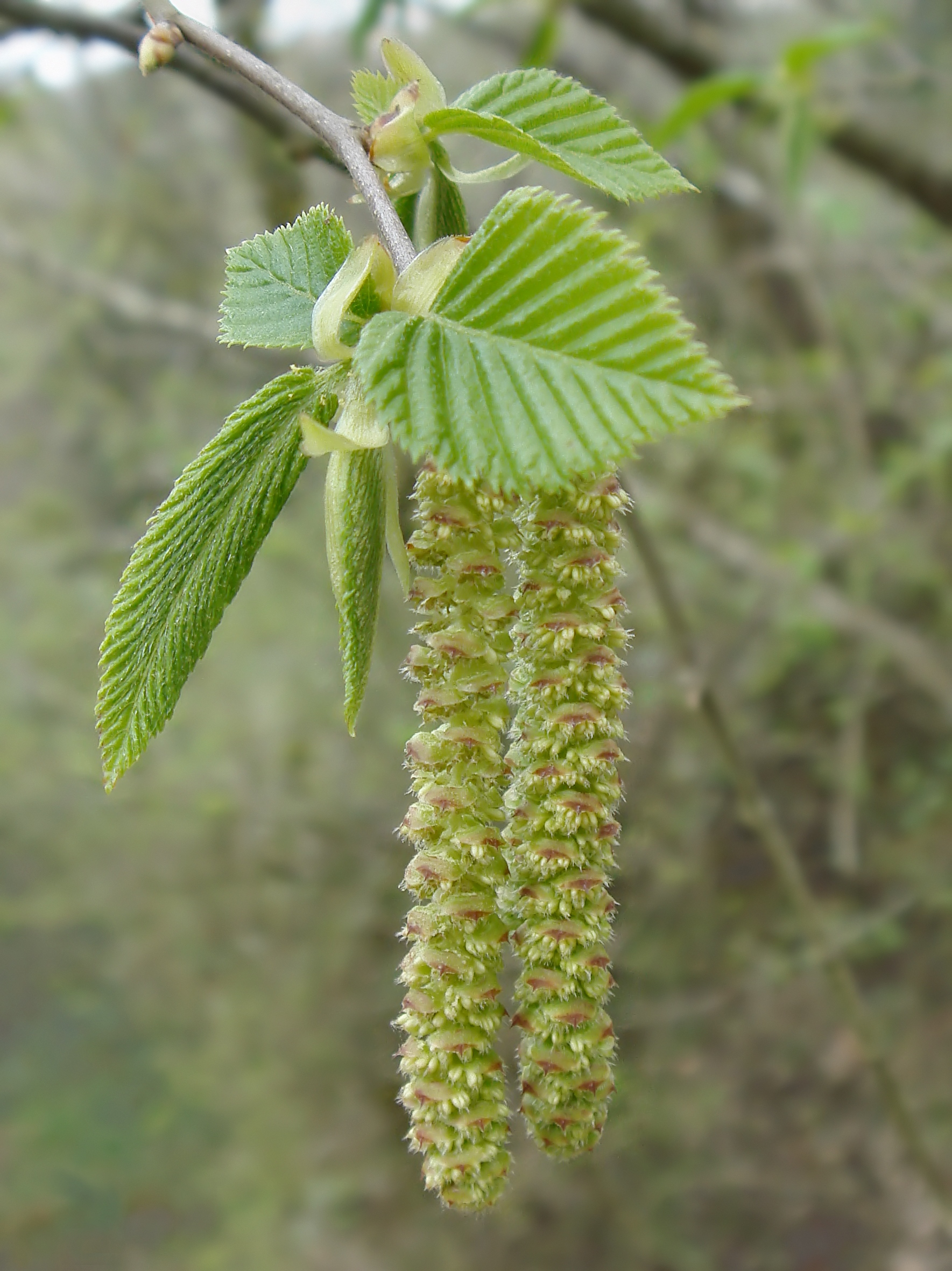
Männliche Kätzchen im Frühjahr

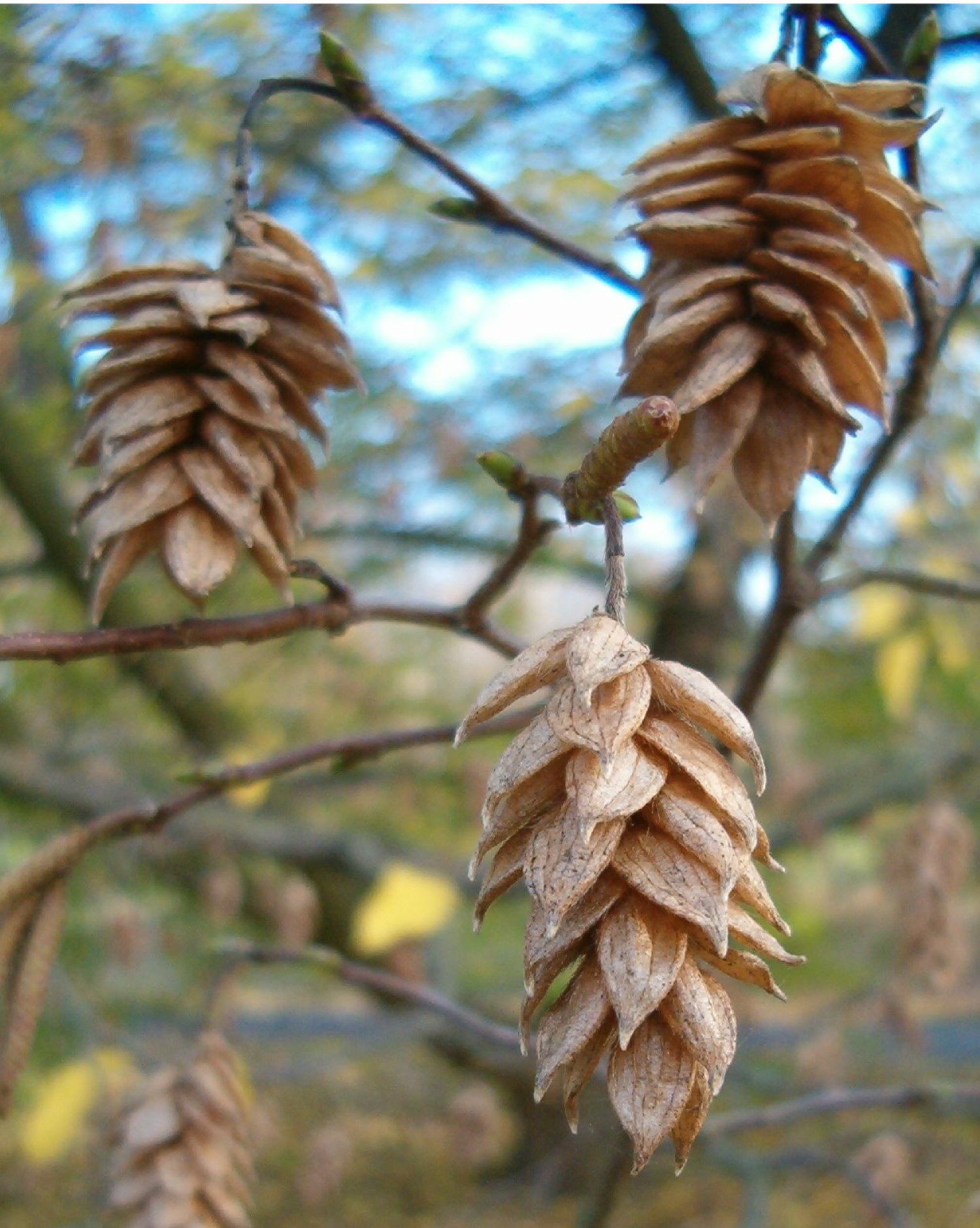
Reife Früchte

### Habitus
Die Europäische Hopfenbuche ist ein sommergrüner Laubbaum, der meist Wuchshöhen bis 15 Metern, selten bis zu 20 Metern und Stammdurchmesser von bis zu 0,5 Meter erreicht. Typisch für die Europäische Hopfenbuche ist die tief ansetzende Baumkrone; in der Jugend ist sie mehr kegelförmig, später offen. Die Europäische Hopfenbuche ist eine raschwüchsige Art, wird jedoch selten älter als 100 Jahre.

### Holz, Borke und Rinde
Die Borke ist am jungen Baum glatt und grau bis grau-braun; später wird sie tief-braun und rissig und löst sich in eckigen Platten ab; unter den abfallenden Platten zeigen sich häufig orange-braune Flecken. Die Rinde ist rot-braun bis braun und stark behaart; sie weist orange erhabene Lentizellen auf.
Das Holz ist schwer, zäh und hart. Ungetrocknet hat es eine Dichte von 0,9 bis 1,1 g cm−3, trocken 0,77 g cm−3. Bei Trocknung kommt es zu Rissbildung, da die Schwindung hoch ist. Das Stammzentrum ist kernähnlich, hell- bis dunkel-braun gefärbt, vom Splint jedoch nur sehr undeutlich abgegrenzt. Generell kann das Holz leicht mit dem der Hainbuche verwechselt werden.

### Knospe und Blatt
Die von der Achse abstehenden Knospen sind spitzkegelförmig und grün mit braunen Flecken, glänzend und klebrig.
Die wechselständig und zweizeilig am Zweig angeordneten Blätter sind in Blattstiel und -spreite gegliedert. Der Blattstiel ist 5 bis 8 Millimeter lang und weich behaart. Die einfache Spreite ist bei einer Länge von 7 bis 9 Zentimetern sowie einer Breite von 3 bis 5 Zentimetern, mit der größten Breite in der unteren Hälfte, eilänglich mit gestutzter bis gerundeter oder leicht herzförmiger und meist asymmetrischer Spreitenbasis und spitzem bis zugespitztem oberen Ende. Der Blattrand ist spitzig doppelt gesägt; die Zähne sind zur Spitze hin gekrümmt und am Rand leicht umgerollt. Jede Spreitenhälfte besitzt 14 bis 16 sekundäre Blattadern. Im Gegensatz zur Hainbuche besitzt die Europäische Hopfenbuche deutlich sichtbare Tertiäradern. Die Blattoberseite ist glänzend dunkel-grün, fast kahl und drüsenlos. Die Blattunterseite ist hell-grün und – besonders bei jungen Blättern – dicht mit ungestielten Drüsen besetzt. Die Adern sind mit anliegenden, steifen Haaren versehen. Im Herbst färben sich die Laubblätter gelb.

### Blütenstand und Frucht
Die Europäische Hopfenbuche ist einhäusig getrenntgeschlechtig (monözisch). Die männlichen Blütenstände erscheinen bereits im Herbst des Vorjahres und überwintern als geschlossene Kätzchen. Zur Blütezeit im April/Mai strecken sich die Kätzchen auf 6 bis 8 Zentimeter Länge und sind dann 4 bis 6 Millimeter breit. Die Deckblätter sind etwa 3 Millimeter lang, blass-grün, dicht bewimpert und mit einer rot-braunen Spitze versehen. Jede männliche Blüte besitzt vier bis zehn Staubblätter, die das Deckblatt nicht oder kaum überragen. Die Staubbeutel haben an der Spitze einen Haarschopf, die Staubfäden sind zweiteilig.
Die weiblichen Kätzchen sind 4 bis 6 Zentimeter lang, endständig und vielblütig. Sie stehen bis zur Anthese senkrecht, danach hängen sie. Die Blüten stehen zu zweit in den Achseln eines Tragblatts. Die Blüten besitzen nur ein unscheinbares Perigon, sind aber von einer sackartigen Hülle umgeben.
Der Fruchtstand ähnelt den weiblichen Blütenständen des Hopfens; er ist bei einer Länge von bis 6 zu Zentimetern sowie bei einem Durchmesser von  1,5 bis 3 Zentimetern zapfen- bis eiförmig. Die Fruchthülle entsteht aus den vergrößerten Tragblättern und ist behaart; sie ist anfangs eiförmig bis flachgedrückt und gelblich-weiß, später etwas aufgeblasen und braun. In der Fruchthülle befindet sich eine Nussfrucht, die klein, braun und glänzend ist. Die Fruchtreife erfolgt zwischen August und Oktober.

### Chromosomenzahl
Die Chromosomenzahl beträgt 2n = 16.

## Ökologie
Die Bestäubung erfolgt durch den Wind.

Verbreitungsgebiet

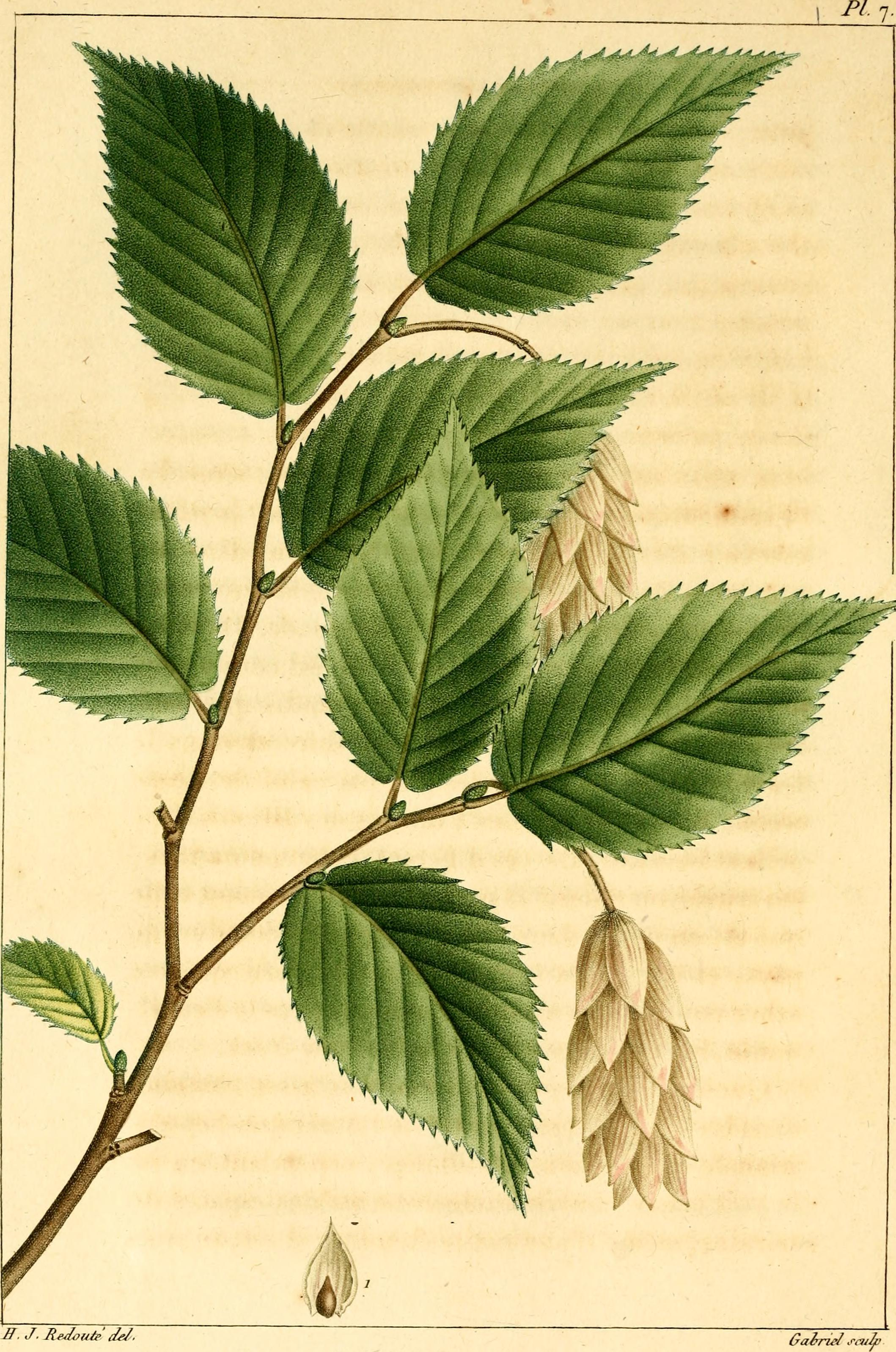
Illustration aus Histoire des arbres forestiers de l'Amérique septentrionale, considérés principalement sous les rapports de leur usages dans les arts et de leur introduction dans le commerce, 1812

## Vorkommen

### Verbreitung
Die Europäische Hopfenbuche gedeiht in weiten Teile des Mittelmeerraums und in den submediterranen Gebieten der Alpen. Das Verbreitungsgebiet reicht von der Provence nach Osten über die südlichen Alpen weiter über Kroatien und Serbien bis Bulgarien. Im Süden reicht das Areal von Korsika über Sardinien, Italien, Sizilien nach Griechenland (ohne Kreta). Im Osten umfasst das Areal Kleinasien bis zum Taurusgebirge, dem Kaukasus und dem Libanon.
In Mitteleuropa ist die Europäische Hopfenbuche am Südrand der Alpen und einzeln in den Zentralalpen vertreten. Sie dürfte in der nacheiszeitlichen Wärmeperiode hierher eingewandert sein. Sie kommt vereinzelt in der Mittel- und Untersteiermark vor, in den Tälern Südkärntens, weiters in Südtirol, im Krainer Karst, bei Triest und in Istrien, sowie vereinzelt im Tessin und in den südalpinen Tälern Graubündens.
In der Vergangenheit war die Europäische Hopfenbuche in Südeuropa häufiger. Der Rückgang wird auf übermäßige Holznutzung zurückgeführt.

### Standortbedingungen
Die Europäische Hopfenbuche ist ein submediterranes bis mediterranes Florenelement. Sie benötigt ein sommerwarmes, wintermildes und niederschlagsreiches Klima. Sie kommt in Gebieten mit einer mittleren Jahrestemperatur von 12,5 bis 15,5 °C und einem durchschnittlichen Jahresniederschlag von 1200 bis 1450 Millimeter vor.
Sie wächst bevorzugt auf felsigen, kalkreichen (aber auch auf Silikat) Unterhanglagen. Im Nordrand ihrer Verbreitung, in Mitteleuropa, wächst sie bevorzugt an trockenen Kalk-Südhängen der collinen bis untermontanen Höhenstufe. In den Karawanken wächst sie bis zu einer Höhenlage von maximal 900 Meter während sie ansonsten bis 1300 Meter aufsteigt.
Die ökologischen Zeigerwerte nach Landolt et al. 2010 sind in der Schweiz: Feuchtezahl F = 2 (mäßig trocken), Lichtzahl L = 2 (schattig), Reaktionszahl R = 4 (neutral bis basisch), Temperaturzahl T = 4+ (warm-kollin), Nährstoffzahl N = 3 (mäßig nährstoffarm bis mäßig nährstoffreich), Kontinentalitätszahl K = 3 (subozeanisch bis subkontinental).
Die Europäische Hopfenbuche ist ein typischer Vertreter der submediterranen Laubmisch-, Karst- und Buschwälder. Hier ist sie vergesellschaftet mit Flaumeiche (Quercus pubescens), Manna-Esche (Fraxinus ornus), Feld-Ahorn (Acer campestre), Französischem Ahorn (Acer monspessulanum), Steinweichsel (Prunus mahaleb), Filz-Steinmispel (Cotoneaster tomentosus), Gewöhnlicher Felsenbirne (Amelanchier ovalis), Wolligem Schneeball (Viburnum lantana) u. a.
In Mitteleuropa kommt sie vor allem im Hopfenbuchen-Mannaeschenwald (Ostryo-carpinifoliae-Fraxinetum orni Aichinger 1933) vor. Dieser besiedelt Standorte am Südabfall der Alpen auf skelettreichen, humusarmen Rendzinen über Kalkgestein. Er bildet meist einen lockeren Buschwald. Die Krautschicht ist oft artenreich, vorherrschend sind Erd-Segge (Carex humilis) und Walliser Schaf-Schwingel (Festuca valesiaca). Die bestandsbildenden Baumarten sind neben den namensgebenden Hopfenbuche und Manna-Esche die Flaum-Eiche. Da sie meist auf unzugänglichen Standorten wachsen, sind sie wenig gefährdet. Sie beherbergen viele seltene Tier- und Pflanzenarten. In Kärnten kommen etwa Sandviper und Smaragdeidechse vorwiegend in den Hopfenbuchen-Mannaeschenwäldern vor.

## Taxonomie
Die Erstveröffentlichung erfolgte 1753 unter dem Namen Carpinus ostrya durch Carl von Linné in Species Plantarum, S. 998. Der gültige Name Ostrya carpinifolia Scop. wurde 1772 durch Giovanni Antonio Scopoli in Flora Carniolica 2. Auflage, 2, S. 244 veröffentlicht. Das Artepitheton carpinifolia bedeutet „hainbuchenblättrig“ und spielt auf die Blätter der Hopfenbuche an, die denen der Hainbuche sehr ähnlich sind. Weitere Synonyme für Ostrya carpinifolia Scop. sind: Ostrya carpinifolia var. genuina Fliche, Ostrya italica P.Micheli ex Spach nom. superfl., Ostrya italica subsp. carpinifolia (Scop.) H.J.P.Winkl. nom. illeg., Ostrya virginiana subsp. carpinifolia (Scop.) Briq., Ostrya vulgaris Willd. nom. superfl., Ostrya ladelcii Sanguin.

## Nutzung
Die Europäische Hopfenbuche verfügt über ein hohes Stockausschlagvermögen, daher ist sie häufig in der Brennholzgewinnung dienenden Nieder- und Mittelwäldern anzutreffen.
Das Holz lässt sich gut drechseln, fräsen und bohren. Es hat einen überaus hohen Abnutzungswiderstand, daher wird es für Möbel (besonders Stühle), Teile von Musikinstrumenten, Spulen, Walzen, Hämmer, Winkel, Spindeln und Kugeln verwendet.